# 八王子エフエム
株式会社八王子エフエム（はちおうじエフエム）は、東京都八王子市の一部地域を放送対象地域 として超短波放送（FM放送）を営む特定地上基幹放送事業者である。
Tokyo Star Radio（とうきょう·スター·レディオ）の愛称でコミュニティ放送を行っている。「FM星空ステーション」はサブ愛称としている。

## 概要
2017年（平成29年）10月1日開局。
音楽プロデューサーなど、音楽業界に関わるメンバーが中心となって立ち上げたもので、代表取締役の中野健次郎他1名がマスメディア集中排除原則にいう支配関係 にある。
本社・演奏所（スタジオ）は八王子市みなみ野にある。
送信所は八王子市元本郷町の八王子市役所屋上にあり、特定地上基幹放送局の呼出符号はJOZZ3CL-FM、呼出名称ははちおうじエフエム、周波数77.5MHz、空中線電力20Wで送信している。
放送区域は八王子市の一部地域。
送信所のアンテナは1段スタックU型ダイポールアンテナ（直下に平成26年10月導入の臨時災害放送局用のU型アンテナ1段が設置）。送信機は1号、2号機ともに湘通工製GFM-1000となっている。STLは有線回線による。
インターネット配信はSimulRadioとListenRadioによる。
放送エリアを八王子市のほぼ全域、隣接する日野市・昭島市・あきる野市 と称している。
みなみ野の本社スタジオの他、東京23区内にも提携スタジオがある。
深夜〜早朝のノンストップミュージックを含め全ての番組を自社制作しており、多くの著名人が出演し放送を盛り上げている。
毎朝、放送開始前のテスト放送には中村由利子がゲスト時に即興で作曲しピアノ演奏している高尾山の登山をイメージした、爽やかなオリジナル作品を使用している。
開局時にはクリスチャン・ラッセン、ASKA、イツカノオト、大仁田厚、岡村孝子、桑江知子、剛力彩芽、辰巳琢郎、花*花、林家ペー、堀江淳など沢山の
著名人からお祝いコメントをもらい放送した。
また、同局では番組内容を見てもテレビ東京ミュージックやBSフジ、山陰放送の他、同社レーベルでもフジパシフィックミュージックなど大手メディアや音楽出版社との強い
関係がみてうかがえる。
音楽プロデューサーが立ち上げた放送局なため、キングレコードと協業の自社メジャーレーベルの「スター レディオ レコーズ」Star radio recordsがある。

## 沿革
- 2016年（平成28年）
  - 9月1日 - 株式会社八王子エフエム設立[5]
- 2017年（平成29年）
  - 8月3日 - 特定地上基幹放送局の予備免許取得[1]
  - 9月13日 - 15時15分より試験電波発射 [6]
  - 9月28日 - 特定地上基幹放送局の免許取得[7]
  - 10月1日 - 開局[7]、11時より本放送開始、SimulRadioによるインターネット配信も開始
  - 10月2日 - 日本コミュニティ放送協会に加盟[8]
- 2018年（平成30年）
  - 1月7日 - 愛称が「FM星空ステーション」に決定[9]
  - 4月11日 - 「スター レディオ レコーズ」を立上げ、販売は キングレコード[10]
- 2019年（令和元年）
  - 10月1日 - 愛称を「Tokyo Star Radio」と変更、前愛称では所在地がよくわからない懸念があるため[11]
  - 12月14日 - 送信所・スタジオ増強工事のため、スタジオからの生放送を翌年3月末まで休止すると発表
- 2020年（令和2年）
  - 4月8日 - 新型コロナウイルス感染拡大に伴う東京都の緊急事態宣言を受け、スタジオからの生放送を当面の間休止すると発表
  - 6月4日 - 緊急事態宣言解除を受け、スタジオからの生放送を再開すると発表するが、その後の感染拡大によりふたたび生放送を休止。現在は特別番組を除き、原則として収録番組のみでの放送体制となっている。
- 2022年（令和4年）
  - 12月6日 - 八王子みなみ野駅前の商業施設にサテライトスタジオを新設、「Tokyo Star Radio Across Mall Studio」と命名。東京新聞・八王子経済新聞にて紹介される。
- 2025年　(令和7年)     ・ 7月１日 プリンセス天功 名誉顧問 兼任 global Entertainment Adviser 就任

## 番組
全番組末尾5分間（30分番組は25分 - 次番組開始・60分以上は番組ラストの55分 - 次番組開始）は、受信ガイドやゴミ出し情報、ヘヴィー・ローテーションなどのミニ番組枠となっている。

### 生放送番組
- 2018年10月 - Fresh Green Live（月、水 - 金 10:00 - 11:55）
- 2019年1月 - Smile Wave （月 - 金 15:00 - 16:55）
- 2025年3月 - 小園凌央  の日曜ラジオ工務店（毎月第三日曜日　15:00 - 15:55
- 2025年4月 - Flash Up ★ ロコもっと！ ( 毎週土曜 13:00〜13:55 )

※現在生放送は、土曜、日曜のサテライトスタジオからの放送のみ、その他は休止中

### 主な収録番組
- 2019年1月 - 高尾山とんとん昔語り部の会『八王子とんとん昔語り』（月 - 金 17:00 - 17:10）
- 2018年1月 - 馬場眞由美・フラッチー『愛LOVE八王子』（月 20:00 - 20:55）
- 2017年10月 - Richyman『学生街のエンタメ倶楽部!』（月 21:00 - 21:55）
- 2017年10月 - 林寛子『ラブリーアイランド』（月 22:00 - 22:55）
- 2019年1月 - ティーチャーYAMATO☆『エックスラジオ』（火 20:40 - 20:55）
- 2018年1月 - 早瀬久美『あの日をもう一度』（火 22:00 - 22:55）
- 2019年10月 - たまP『聞いてくだサイエンっす』（火 24:00 - 24:55）
- 2018年4月 - 『そんな感じでサタデーナイト』（水 21:30 - 21:55）
- 2018年4月 - あべ静江・太田美知彦『You & me』（水 22:00 - 22:55）
- 2019年4月 - 恵中瞳・南雲一範『マイラッキーチャーム』（水 24:30 - 24:55）
- 2018年10月 - 辰巳琢郎の日本ワインde乾杯!（木 20:30 - 20:55）
- 2017年10月 - 神部冬馬『トランスファーRadio』（木 21:30〜21:55）
- 2018年7月 - 及川奈央とNewJack拓郎の『おめおじゃ!』（木 20:00 - 20:55）※木 23:00 - 23:55へ改編
- 2018年1月 - 岸辺大輔『今夜もいっとく!』（木 24:00 - 24:25）
- 2017年10月 - シュークニヒロ『ワールド ソング コミュニティ』（金 20:00 - 20:55）/ エイトマスターズ（金 21:00 - 21:55）
- 2017年10月 - 矢追純一『Encounter 遭遇』（金 22:00 - 22:55）
- 2019年6月 - 吉田栄作『ヒューマンタッチ』（金 24:00 - 24:55）※エフエム山陰でも放送されている
- 2019年4月 - タカノシンゴ・岩崎愛子『タカノシンゴの世界with岩崎愛子』（土 8:30 - 8:55）
- 2018年1月 - イーリアの『あの人この人時の人』（土 14:00 - 14:55）
- 2019年4月 - 『プラネタリウム～夜空を見上げて～プラネタリウム』（土 18:00 - 18:25）
- 2019年4月 - 『レッツゴー!ホビー』MC-Kei & DJ-COM（土 18:30～18:55）
- 2017年10月 - 秋山眞人『ココだけのスピリチュアルなお話』（土 22:00 - 22:55）
- 2018年10月 - 辰巳真理恵『Ba,Be,Bi,Bo,Bu』（日 9:00 - 9:25）
- 2018年10月 - おしゃべり美術『びじゅツイート』高柳茂樹・木村タカヒロ（日 9:30 - 9:55）
- 2019年4月 - 林寛子・SHIGE『寛子とSHIGEの部屋』（日 21:00 - 21:55）
- 2018年7月 - 山口敏太郎『日本大好き』（日 22:00 - 22:55）
- 2020年1月 - 村野武範と剛たつひとの「飛び出せ！歌謡曲!」（日 10:00〜10:25）
- 2020年4月 - テレビ東京ミュージック  Wonderful Live ～Presented by W PROJECT～ 「　W PROJECT　」
- 2020年4月 - はなわ&東京八王子ビートレインズの「八王子だョ！全員集合」（木 19:00 - 19:25）
- 2021年4月 - 菊地謙大郎の「きくっちゃんねる Ga Ga」（金 24:00 - 24:25）
- 2021年5月 - 富田京子の勝ち抜き！生歌オーディション!（火 21:00 - 21:55）
- 2021年7月 - 麻生奈菜のChillax Sundays（日 10:30 - 10:55）
- 2021年7月 - 石黒エレナと美葵さや加のフライデーナイト（金 19:00 - 19:15）
- 2023年4月 - 佐野美和アグリーfeat.山本淳一!（水 21:30 - 21:55）
- 2021年10月 - 安藤謙一郎とMAMI コミュニケーションプログラム Quest For Happiness  (水 20:00 - 20:25）
- 2023年1月 - 松原孝明 近藤倫子  小川良太 の　Life style topics cutting-edge（火 20:00 - 20:25）
- 2024年4月 - Ryu Miho のTake a chance（月 18:30 - 18:45　※水曜朝7:40 - 再放送）
- 2024年4月 - 星山麻木の虹色子育てラボ（土 8:00 - 8:25　※日曜朝7:00 - 再放送）
- 2024年5月 - #トキメキラジオ ( 木曜 19:30〜19:55　※金曜朝6:30〜再放送 )
- 2024年7月 - 栗岡まゆみの「子どもたちに夢と未来を!」（火 12:15 - 12:30）
- 2024年10月 - 坂口理子のなんしよーと（金 24:30 - 24:55 ※月曜 19:30 - 再放送）[12]
- 2024年10月 - モナミの幸せカモンカモンカモン♡八王子  ( 火曜 12:30〜12:45　※金曜17:30〜再放送 )
- 2024年10月 - あつまれ！！しっぽファミリー ( 土曜 9:00〜9:25　※日曜21:30〜再放送 )
- 2025年1月 - 中トロ議長『ハチサタ』（日 18:00 - 19:55　※月曜 24:00- 再放送）
- 2025年1月 - ママ夢ラジオ八王子 ( 木曜 12:00～12:25　※土曜12:00～再放送 )
- 2025年1月 - 松浦みかの食育アラモード！食の一句！ パクパクぴょんぴょん♬♬♬ (木曜12:30〜12:40※土曜朝9:30〜再放送)
- 2025年1月 - ソプラノ本田ゆりこのクラシックCafé〜どんな曲をあなたに贈ったら良いかしら？〜  日曜 11:00〜11:15　※火曜17:30〜再放送
- 2022年10月 - 木内康平 の「地球の旅路」（ 土曜 22:30〜22:55　※日曜朝6:30〜再放送 ）
- 2025年2月 - 滝田やすひこの「あつまれ! まちづくりプレイヤー!」（火 12:00 - 12:10　※水 7:25 - 再放送）
- 2025年2月 - ホットタブ小星重治の健康チャンネル ( 月曜 21:30〜21:40　※木曜お昼12:40〜再放送 )
- 2025年2月 - ナニちゃんねる交差点 ( 水曜 24:00〜24:25 )
- 2025年2月 - 杉本彩のEva ROOM (水曜 21:00〜21:25　※金曜18:00〜再放送 )
- 2025年3月 - スフィアからの聞いてほしいこと。 ( 月曜 12:30〜12:40　※火曜朝7:10〜再放送 )
- 2025年4月 - かわちみとこの その道のレジェンド ( 土曜 12:30〜12:55　※隔週再放送 )
- 2025年4月 - 花村ももの八王子の姉妹都市.苫小牧を歩く ( 月曜 12:00〜12:20 )
- 2025年4月 - 軽兵衛郎とアリサの世界 ( 土曜 18:30〜18:45　※火曜朝7:30〜再放送 )
- 2025年4月 - エッキ ミュージックサロン ( 金曜 19:30〜19:55　※土曜朝7:30〜再放送 )

## 過去のゲスト出演者
芸能人・タレント・アーティスト
あ
- あいざき進也
- 阿久延博（RAZZ-MA-TAZZ）
- 甘党男子（アイドルグループ）
- 阿部哲子（アナウンサー）

い
- 井上あずみ
- 池上彰（電話出演）
- 石原慎一

う
- 内田眞由美（元AKB48）
- 売野雅勇
- 薄井大還

え
- 上田まりえ（元日本テレビアナウンサー、現在はマルチタレント）
- 江原裕理

お
- 大場久美子
- 大野茜里 Rちゃん　（ユーチューバー）
- 大野真澄（ガロ）
- 岡まゆみ
- 奥村愛（バイオリン奏者）
- 王林（アイドル）
- 尾台あけみ

か
- カイル・ヴィンセント  Kyle Vincent（元キャンディー、イアン・ミッチェルズ・ベイシティーローラーズに参加）
- 加藤和也
- 川原ひろし
- 川平慈英

き
- 木根尚登
- 京本政樹
- 北村義浩
- ギュウゾウ（電撃ネットワーク）

く
- くじら（声優）
- 黒沢博
- 黒沢年雄
- 黒澤久雄
- 桑江知子
- 桑山哲也

こ
- 小坂井祐莉絵
- 小堀裕之（2丁拳銃）
- ドン小西
- 剛たつひと

さ
- 坂口理子（元HKT48）
- 坂元亮介
- 斉藤めぐみ
- 沢田亜矢子
- サンプラザ中野

し
- じゅん
- ジリ・ヴァンソン
- JP（ものまね芸人）
- 清水一哉
- 清水国明
- 荘村清志（ギターリスト）

す
- 菅原進（ビリーバンバン）
- 菅原りこ
- 杉本彩

せ
- 関智一

た
- 竹本良（阿久津淳）
- 舘ひろし [収録］
- 田中真弓
- 田中道子
- 田辺靖雄
- 高橋洋樹

て
- 手島葵
- 手塚眞
- テリー伊藤

と
- 富田京子（プリンセスプリンセス）
- トムブラウン
- とよた真帆

な
- ナオミグレース
- 永恵由彩
- 中西圭三
- 中村由利子
- 中村貴之（NSP）
- 中嶋彰子
- なるちょ（カシオペア）

に
- 西口久美子（青い三角定規）
- 西田年見

ね
- ネネ

は
- 早見優
- 原田篤
- 原田大二郎
- 林家きく姫
- 林家ペー
- 半田健人（俳優、作曲家、タレント）
- 原めぐみ
- 葉月パル
- バンブー竹内（文化放送アナウンサー）
- BANBANBAN（吉本芸人）
- 長谷部香苗

ひ
- 日浦孝則（class）
- ひぐち君（髭男爵）
- 日髙のり子（声優）
- 平賀和人（NSP）
- 尾藤イサオ

ふ
- 古川登志夫（声優、俳優）
- プリンセス天功（イリュージョニスト）

ほ
- 細坪基佳（ふきのとう）
- 堀江淳
- ホリエモン（電話出演）

ま
- 松本伊代
- 松原のぶえ
- 麻宮百（元Mi-Ke）
- 丸山圭子
- 前田耕陽（男闘呼組/ジャニーズ）
- マリクリスティーヌ

み
- 水戸博之（指揮者）
- ミスターちん
- 三谷晃代
- 水谷公生（作曲家、編曲家、ギタリスト）
- 三倉愛菜
- 三倉佳奈
- 宮崎謙介

む
- 村野武範

も
- 森本太郎（ザ・タイガース）
- 森田豊
- 森脇和成 ( 猿岩石 )
- モン吉（ファンキーモンキーベイビーズ）

や
- 山本恭司（BOWWOW）
- 山形由美（フルート奏者）
- 山田麻莉奈（元HKT48）
- 山本淳一（光GENJI）
- 山木康世（ふきのとう）
- 山田パンダ（かぐや姫）
- 山本みどり
- 山上兄弟（手品師）
- 山宮るり子（ハープ奏者）

ゆ
- ゆきりぬ（ユーチューバー）

よ
- 吉本実憂
- 芳野藤丸

り
- リリーズ
- りんご娘
- Lym（バンド）

ろ
- ロザンナ（歌手）

スポーツ選手
う
- 宇佐見真吾（読売巨人軍）

か
- 川相昌弘（読売巨人軍）

は
- 初芝清（元千葉ロッテマリーンズ）

や
- 柳田真宏（元読売巨人軍）

政治家
か
- 海江田万里（立憲民主党政治家）

は
- 萩生田光一（自民党政治家）

## 過去の番組
- 2017年10月 - 2018年3月 チャッピー『永遠の"胸キュン"サウンド』山本さゆり
- 2017年10月 - 2018年12月 伊勢崎賢治『Jazz Time』（日 21:00 - 21:55）
- 2017年10月 - 東野純直『ハチジェネ』（水 23:00 - 23:55）
- 2017年10月 - 小出正則『フォークソングの昨日・今日・そして明日から!』（日 14:00 - 14:55）
- 2018年4月 - 詠ミー『サンデー歌のステージ』（日 8:00 - 8:25）
- 2018年10月 - 中トロ議長『ハチサタ』（土 15:00 - 16:55）※生放送2024.12終了　2025.01から収録番組へ
- 2019年4月 - 2019年9月 松井五郎・中村由利子『シネマの星空season1』
- 2019年4月 - 金子修介・中村由利子『バックトゥー・ショーワヘーセー』（日 20:00 - 20:55）
- 2018年10月 - 辰巳琢郎・秋本奈緒美『一緒に飲まない?』（木 20:30 - 20:55）
- 2018年10月 - 富田京子『勝ち抜き!生歌オーディション』（火 21:00 - 21:40）（VOL:1）
- 2018年10月 - 蓜島邦明『ラッタラッタラ』（火 20:00 - 20:25）
- 2020年4月 - Ange先生「Ange先生のの今夜も占ナイト」（金 24:30 - 24:55）
- 2020年10月 - 紘田結菜のわくわくタイム! (月 19:30 - 19:45）
- 2021年5月 - ヤンバラー宮城の「やんばる国頭ちむどんどん!」（月 12:30 - 12:40）
- 2021年10月 - 佐野美和アグリーAGREE!（水 21:30 - 21:55）
- 2021年11月 - 小園凌央  のラジオでNightジャーニー（水 23:00 - 23:25
- 2018年10月 - 2023年12月 秋本奈緒美の「おいしいものはお好きですか?」（木  21:30 - 21:55）
- 2018年10月 - 小坂井祐莉絵・江原裕理・永恵由彩・山田麻莉奈『ギルドロップス＆フレンズ』（木 21:00　- 21:25）
- 2018年10月 - 冨永裕輔『癒しの森八王子時間』（木 22:00 - 22:55）
- 2020年9月 - 川内美登子 臨床心理士 かわちみとこの“ハーブは家庭の薬箱“（火 12:00 - 12:15）
- 2022年10月 - 庄野真代 バンブー竹内　真代＆バンブー 青春☆らくがき帳　(土 12:00 - 12:30　※火 17:25 - ）
- 2022年10月 - 木内鶴彦 の「地球の旅路」（土 22:30 - 22:55）
- 2024年1月 - 高橋剛の八王子へGo（火 12:00 - 12:10　※水 7:30 - 再放送）